# Arxiu patrimonial
Un arxiu patrimonial és un arxiu que aplega els fons patrimonials, és a dir, el conjunt de documents en qualsevol mena de suport, generats o rebuts com a resultat de la formació i l'administració d'un patrimoni familiar que es va transmetent de generació en generació en el si del llinatge familiar.

## Concepte i principals característiques
Aquests tipus d'arxiu que aplega els fons patrimonials no s'han de confondre amb d'altres que recullen fons de característiques similars, per la qual cosa hem de tenir en compte tres elements a l'hora d'identificar-los: el patrimoni, la família i, en alguns casos, el caràcter agrari. El patrimoni esdevé l'objecte principal dels fons patrimonials. La documentació que els constitueix és bàsicament la de legitimar i d'administrar un patrimoni.
La família és el segon element clau en la definició d'aquest tipus de fons, ja que si el patrimoni n'és l'objecte, la família n'és el subjecte productor i organitzador de la documentació (i per tant, hem de descartar com a patrimonials aquells fons els productors dels quals són una institució pública o privada). En principi qualsevol família que hagi reunit un patrimoni és possible que hagi conservat els documents relatius a aquest, i per tant, hagi donat lloc a la formació d'un fons patrimonial. Tot i això, no és estrany que aquelles famílies que amb els anys han acumulat importants patrimonis, hagin conservat més documentació que aquelles altres de patrimonis més modestos (per aquest motiu, algunes vegades els fons patrimonials s'han relacionat erròniament amb els fons nobiliaris exclusivament).
Finalment, el caràcter fonamentalment agrari d'alguns d'aquests fons s'explica amb el fet que la base de l'economia de les famílies fins fa poc ha estat l'agricultura, i per tant, és normal que l'administració del seu patrimoni sigui fruit d'aquesta economia. Això no treu, però, que puguem trobar tipologies documentals habituals d'altres tipus de fons com ara d'empresa, personals, etc. (còpies de processos, cartes, llibres de memòries, etc.). Tanmateix, el predomini dels tres elements que hem considerat essencials en un fons patrimonial dominarà clarament sobre els altres.

## Algunes qüestions sobre la seva nomenclatura
Segons si es posa l'èmfasi en l'objecte o bé en el subjecte dels fons patrimonials, s'anomenen de fons patrimonials o bé fons familiars. A Catalunya sembla més arrelat i estès el terme de fons patrimonial, en canvi en altres llocs, com per exemple a Castella, Euskadi o Mallorca, ha fet més fortuna la denominació de fons familiar. Sembla més encertat, però, utilitzar el terme patrimonial, ja que allò que determina la seva formació i transmissió és en realitat el patrimoni.
En canvi, s'utilitza més bé el terme familiar per aquella classe de fons formats per l'agregació de documents personals de diferents membres d'una mateixa família (és a dir, són resultat de l'encadenament de diferents fons personals, formats per documents generats a partir de l'activitat o de l'interès personal de diferents familiars com per exemple la correspondència personal, dietaris personals, textos de creació, dibuixos, etc.). És a dir, semblantment com passa quan ens referim al fons generat per una empresa familiar parlem de fons d'empresa, en el cas d'un patrimoni familiar també hauríem de parlar de fons patrimonial.

## Fons privats
Un altre aspecte per comentar és el caràcter privat dels fons patrimonials. Igual que els fons personals o alguns d'empresa, els patrimonials són arxius pertanyents a l'àmbit privat. Les funcions o activitats dels seus productors no estan regides pel dret públic sinó pel dret privat. Aquest caràcter privat originari de la documentació no l'hem de confondre amb el de la propietat actual, ja que, avui dia hi ha fons d'aquests tipus que són de titularitat pública.
En la majoria de casos, però, els fons patrimonials són conservats pels mateixos propietaris, és a dir, les famílies que els han generat o bé els seus descendents. Aquesta naturalesa privada i, per tant, la dificultat de poder accedir-hi comporta un desconeixement general. És difícil determinar-ne el nombre excepte dels que es troben en arxius públics ja sigui com a resultat de donacions, cessions en dipòsit o adquisicions per part de l'Administració. Així, és ben segur que el nombre d'arxius que coneixem és encara una mostra molt petita en relació al seu nombre real.
Tot i el seu caràcter privat, tant la legislació estatal (Ley del Patrimonio Histórico Español com l'autonòmica (Llei del patrimoni cultural català, Llei d'Arxius i documents) preveuen que els arxius privats amb interès històric també formen part del patrimoni documental del país. Fins i tot, d'aquesta legislació es desprenen una sèrie d'obligacions per als propietaris, com són la conservació i el fet de permetre'n l'accés, sempre que això no afecti el dret a la intimitat de les persones. L'experiència quotidiana en aquest camp, però, demostra que la teoria molts cops no es posa en pràctica o molt poc.

## Documentació
La documentació característica dels fons patrimonials la constitueixen, en primer lloc, les actes del patrimoni, és a dir, tots aquells documents protocol·litzats destinats a legitimar el patrimoni (establiments, compres, etc.) i la seva transmissió (testaments, capítols matrimonials, etc.). És a dir, aquella documentació que obliga a tercers i que és la que sol extractar-se en els anomenats llibres mestres o d'arxivació típics del s. XVIII-XIX. Aquests tipus de documents constitueixen el seu nucli fonamental i expliquen la raó de ser d'aquests arxius. Seguidament trobem aquella altra documentació que és la resultant de la gestió i l'administració del patrimoni (llibretes de rebuts, llibres de comptes, etc.), la qual serà més complexa quan més complex sigui el patrimoni a què fa referència.
Un altre tipus molt freqüent de trobar en un fons patrimonial és la documentació de tipus judicial (requeriments, processos, sentències, concòrdies, etc.) que genera el patrimoni. Igualment, també és freqüent trobar documents de tipus personal, com poden ser els referents a l'activitat professional d'algun membre de la família o bé d'un interès familiar, no estrictament relacionats amb el patrimoni, com podrien ser fotografies i recordatoris de la família, correspondència familiar, llibres de memòries, etc.
Finalment, és possible també que per causes més o menys fortuïtes, es conservi documentació aliena a la família, com podria ser la d'una antiga universitat, un ajuntament o una parròquia. En molts casos, l'exercici de càrrecs per part d'un membre de la família en alguna d'aquelles institucions explicaria l'existència d'aquesta documentació en el fons patrimonial.
Un altre fet que cal tenir en compte també amb la documentació dels fons patrimonials és el fet que la transmissió de patrimonis (sigui per herència, via matrimonial o per simple adquisició) comporta en general la transmissió de les escriptures relatives a aquell patrimoni (actes del patrimoni), i també altres documents de gestió o control com les llibretes de comptes, sobretot si es tracta de patrimonis importants. D'aquesta manera, l'acumulació de diferents patrimonis en mans d'una mateixa família pot significar l'acumulació dels arxius respectius.

## Evolució al llarg del temps
La cronologia dels fons patrimonials, tant en el cas de les famílies pageses com de les famílies d'origen noble, pot arrencar fàcilment de l'edat mitjana, concretament a partir del segle xiii coincidint amb la institucionalització de la pràctica notarial, i arribar fins als nostres dies. Això no vol dir, però, que tots els arxius patrimonials hagin de remuntar-se a aquella època sinó que poden generar-se en qualsevol moment.
La necessitat de conservar les escriptures com a prova jurídica d'uns determinats drets i que fa que els documents vagin sedimentant i s'organitzin els arxius pròpiament dits es troba tant en les famílies pageses com en les dels senyors, uns i altres amb interessos totalment contraposats. El conjunt de relacions jeràrquiques de drets i interessos condueix a aquesta necessitat de legitimar els drets i, per tant, a la de conservar els documents escrits com a prova, i conseqüentment, a la formació d'aquests arxius. Potser siguin aquestes relacions la clau que expliqui el nombre i l'especificitat dels arxius patrimonials de la Catalunya Vella respecte a altres territoris.
Així, els orígens se situen en molts casos a l'edat mitjana, moment en què començarien a acumular-se els primers documents, naturalment en pergamí. A partir del s. XVI, molts pagesos que han sobreviscut a les crisis medievals coneixen una època de prosperitat, cosa que es tradueix en el nombre d'escriptures que acumulen. Aquestes famílies pageses, superats els entrebancs del s. XVII, augmenten i consoliden els seus patrimonis i alguns es consoliden fins a arribar a convertir-se en els típics hisendats del s. XIX. Aquest moment, s.XVIII-XIX, serà també decisiu en la consolidació dels seus arxius: el volum d'escriptures que comporta l'augment de patrimoni comportarà la necessitat d'organitzar la documentació i formar un arxiu, amb els documents classificats i ordenats per tal de tenir-los localitzables en el moment que es necessitin.
Finalment, el s. XIX podem dir que marca un punt d'inflexió en la història dels arxius patrimonials: l'aparició de l'Estat liberal comporta la creació de mecanismes (Registre de la Propietat, Registre Civil) que permeten legitimar allò que abans només es podia justificar a través de les escriptures conservades en els mateixos arxius particulars. Això provoca que a partir d'aquest moment els fons patrimonials vagin perdent el seu valor primari, és a dir, amb relació a la funció per la qual havien estat concebuts, i vagin guanyant en el valor secundari, és a dir, com a testimonis del passat.
El redescobriment dels arxius patrimonials va molt lligat al procés general de renovació arxivística que s'inicià a casa nostra a principi de la dècada dels vuitanta, un cop recuperades les institucions democràtiques i quan el país començava a caminar cap a la seva normalització. El desplegament sobre el territori d'una xarxa d'arxius comarcals i la creació de l'Arxiu Nacional de Catalunya, per part de la Generalitat de Catalunya, i també la creació de veritables serveis d'arxiu municipal per part dels respectius ajuntaments foren decisius en el camp de la recuperació del patrimoni documental.
Els fons patrimonials, en general, constitueixen una font molt important per a la recerca històrica. Són importants, lògicament, des de l'òptica agrària, ja que permeten estudiar les relacions que s'estableixen a l'entorn de la propietat de la terra i tot el que d'això se'n deriva, però també des de molts altres punts de vista com poden ser l'antropologia (estructures familiars, cultura popular i vida quotidiana), el dret, la toponímia, la història de la llengua, la història local, etc.